# Попытка взрыва A330 над Атлантикой
Попытка взрыва A330 над Атлантикой — авиационное происшествие в результате теракта, произошедшее 25 декабря 2009 года. Авиалайнер Airbus A330-323E авиакомпании Northwest Airlines (принадлежал Delta Air Lines) совершал ежедневный трансатлантический рейс NW253 по маршруту Амстердам—Детройт, но незадолго до посадки террорист неудачно попытался привести в действие взрывное устройство, но оно не сработало и ранения получил сам террорист Умар Фарук Абдулмуталлаб и ещё 2 пассажира. Предполагается, что в качестве взрывчатого вещества использовался пентаэритриттетранитрат. Сообщается, что на допросе он признался, что действовал по заданию «Аль-Каиды».
16 февраля 2012 года верховным судом штата Мичиган 25-летний Умар Фарук Абдулмуталлаб был признан виновным в «попытке совершения террористического акта с использованием оружия массового поражения» и был приговорён к пожизненному лишению свободы без права на условно-досрочное освобождение.

## Инцидент
Пассажир рейса NW253 Умар Фарук Абдулмуталлаб в своём нижнем белье имел вшитый мешочек с 80 г пентаэритриттетранитрата (ТЭН, PETN) — взрывчатого вещества, используемого в военных и промышленных целях. Как показали испытания американских военных, всего 50 граммов этого вещества было бы достаточно, чтобы пробить дыру в корпусе самолёта. В качестве детонатора Муталлаб использовал шприц с кислотой. В американских правоохранительных органах предполагают, что именно эта деталь оказалась слабым звеном затеи террориста: когда он привёл в действие бомбу, кислота не достигла взрывчатого вещества, из-за чего устройство не взорвалось, а лишь загорелось, напугав пассажиров самолёта и причинив тяжёлые ожоги террористу.
Ход инцидента описывается в СМИ следующим образом:

По словам очевидцев Умар Фарук Абдулмуталлаб около 20 минут провёл в туалете. Затем он вернулся на своё место и пожаловался на сильные боли в животе — после чего с головой укутался в одеяло. Один из пассажиров рассказывает, что незадолго до посадки он услышал хлопок, «как будто кто-то откупорил бутылку шампанского». Сначала он подумал, что треснуло стекло иллюминатора или что-то попало в окно, но когда он обернулся, то увидел огонь.
Западные СМИ называют имя пассажира, героические действия которые помогли обезвредить террориста — это 32-летний голландский режиссёр и продюсер видеофильмов Яспер Схуринга (нидерл. Jasper Schuringa), который бросился на Муталлаба после взрыва. Террорист сидел в кресле на месте 19B, Яспер, летевший в отпуск в Майами — в том же ряду, через три кресла, однако именно он первым бросился на нигерийца, после того как сработало взрывное устройство.
В интервью телеканалу CNN Схуринга рассказал, что брюки на террористе были расстёгнуты, а между ног тот держал взрывное устройство. Яспер выхватил горящий предмет и отбросил его в сторону. Затем обыскал террориста, чтобы убедиться, что на его теле нет других взрывных устройств. Вместе со стюардессой он надел на террориста наручники. Террорист не оказывал сопротивления, и казалось, что он находится в шоке. «Он выглядел обычным парнем, и трудно было поверить, что он действительно пытался взорвать самолёт», — сказал позднее Схуринга журналистам.
После приземления рейса в аэропорту Детройта Яспер Схуринга был доставлен в больницу с ожогами рук.

## Умар Фарук Абдулмуталлаб

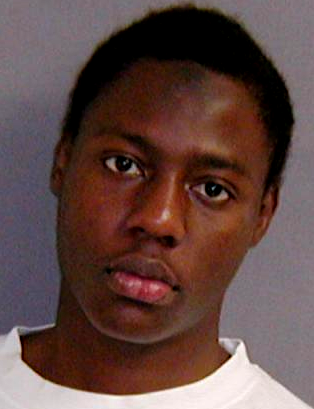
Умар Фарук Абдулмуталлаб

Умар Фарук Абдулмуталлаб (родился 22 декабря 1986 года в Лагосе, Нигерия) — сын влиятельного нигерийского банкира Умару Муталлаба), который ранее неоднократно уведомлял власти США об экстремистских наклонностях молодого человека. Задержанный на допросе признался, что действовал по указанию террористической организации «Аль-Каида», а инструктаж прошёл в Йемене. Позже в СМИ появились сообщения, что «Аль-Каида» взяла на себя ответственность за организацию провалившегося теракта в самолёте.
Муталлаб получил среднее образование в Британской школе в Ломе (Того).
В 2004—2005 годах он изучал арабский язык в Сане (Йемен) и посещал лекции в Университете «Иман» (англ. Iman University, араб. جامعة الإيمان‎), религиозной школе, основателем и руководителем которой был шейх Абдул-Маджид аз-Зиндани, включённый в 2004 году властями США в перечень лиц, связанных с «глобальным терроризмом», а ООН — в террористический перечень.
После попытки теракта в СМИ получили известность посты в живых журналах на Facebook и исламском форуме (gawaher.com) пользователя с ником Farouk1986, биография которого в деталях совпадала с биографией Умара Фарука Абдулмуталлаба, что подтвердил также представитель правительства США. Из переписки в интернете вырисовывается образ одинокого, сексуально и религиозно озабоченного молодого человека. В 2005—2007 годах он высказывался по поводу одиночества и женитьбы в своих постах. Например, 28 января 2005 года он записал:

Поскольку мне одиноко, пробуждается естественное сексуальное чувство и я борюсь за то, чтобы его обуздать, но иногда это ведёт к греховным поступкам, как например не опусканию взгляда [в присутствии женщины, не покрытой чадрой]. И из-за этой проблемы я хочу жениться, чтобы избежать возбуждения.
Оригинальный текст (англ.)As i get lonely, the natural sexual drive awakens and i struggle to control it, sometimes leading to minor sinful activities like not lowering the gaze [in the presence of unveiled women]. And this problem makes me want to get married to avoid getting aroused.

а также:

Волосы женщины легко могут возбудить мужчину. Пророк советовал молодым мужчинам поститься, если они не могут жениться, но это не сильно помогло мне и я в самом деле не хочу ждать целые годы, пока не смогу жениться. Но ведь мне только 18 лет… Мне будет трудно жениться из-за социальных норм брака ближе к 30 годам, когда человек обзаведётся дипломом, работой, домом и т. п., прежде чем женится. Поэтому обычно я фантазирую на предмет ислама. Плохо в этом то, что иногда эти фантазии какие-то мирские, а не концентрируются на грядущем.
Оригинальный текст (англ.)The hair of a woman can easily arouse a man.  The Prophet advised young men to fast if they can't get married but it has not been helping me much and I seriously don't want to wait for years before I get married.  But i am only 18 ... It would be difficult for me to get married due to social norms of getting to the late 20's when one has a degree, a job, a house, etc before getting married. So usually my fa[n]tasies are about islamic stuff. The bad part of it is sometimes the fantasies are a bit worldly rather than concentrating in the hereafter.

В посте 20 февраля 2005 года он написал:

Хорошо, я не буду вдаваться в детали моей фантазии, но в общем — это фантазии о джихаде [sic]. Я представляю, как развернётся великий джихад, как мусульмане победят, если на то будет воля Аллаха, будут править всем миром и восстановят великую империю!!!
Оригинальный текст (англ.)Alright, i wont go into too much details about me fantasy, but basically they are jihad fantisies [sic]. I imagine how the great jihad will take place, how the muslims will win insha Allah and rule the whole world, and establish the greatest empire once again!!!

Высшее образование Абдулмуталлаб получил в Великобритании, где он учился с сентября 2005 года по июнь 2008 года в Университетском колледже Лондона (UCL) и получил диплом инженера. После этого Абдулмуталлаб покинул Британские острова, но в мае 2009 снова оказался в Лондоне и оформил в американском посольстве туристическую визу. С этой визой он и отправился на Рождество из Лагоса в Детройт с пересадкой в Амстердаме.

## Принятые меры авиабезопасности
28 декабря 2009 года президент США Барак Обама распорядился «принять все необходимые меры для повышения безопасности воздушных перевозок». Министерство национальной безопасности США ввело «дополнительные меры проверки». Министр Джанет Наполитано сказала, что «эти меры задуманы так, чтобы быть непредсказуемыми, поэтому они везде будут разными». Авиакомпания Air Canada объявила: на рейсах, следующих в аэропорты США, в течение последнего часа полёта пассажирам будет запрещено вставать с мест и доставать ручную кладь.
Впоследствии выяснилось, что ещё 25 декабря 2009 года министерство национальной безопасности США выпустило инструкцию для авиакомпаний под номером SD 1544-09-06, в которой говорится, что отныне при проходе пассажиров на посадку сотрудники службы безопасности должны проводить обязательный личный досмотр, уделяя особое внимание области паха (англ. upper legs) и торсу (англ. torso). Досмотру также подлежат все без исключения личные вещи пассажиров, особенно шприцы вместе с порошками и/или жидкостями. В течение часа перед приземлением пассажиры не могут вставать со своих мест, иметь доступ к своей ручной клади и держать на коленях покрывала, подушки или любые другие предметы из своего багажа. Ещё до посадки в самолёт они должны отключить на время всего полёта все специальные средства связи (телефоны, модули для подключения к интернету, системы спутниковой навигации). Пока самолёт находится в воздушном пространстве США, экипаж не должен делать объявлений и давать пассажирам разъяснения относительно местоположения борта или его близости к тому или иному наземному объекту.